# The G.I. Executioner

The G.I. Executioner est un film américain réalisé par Joel M. Reed, sorti en 1971.

## Fiche technique
- Titre : The G.I. Executioner
- Réalisation : Joel M. Reed
- Scénario : Keith Lorenz et Joel M. Reed
- Production : S.M. Churn, Marvin Farkas, Walter Hoffman et Michel Renard
- Société de production : Cathay-Keris Film Productions
- Musique : Elliot Chiprut
- Photographie : Marvin Farkas
- Montage : Victor Kanefsky
- Costumes : Johnny Ho et Lydia Veneracion
- Pays d'origine : États-Unis
- Format : Couleurs - 1,33:1 - Mono - 35 mm
- Genre : Action, aventure
- Durée : 86 minutes
- Dates de sortie :
  - États-Unis : 1971
  - France : 2005 (DVD)

## Distribution
- Tom Keena : Dave Dearborn
- Victoria Racimo : Mai Lee Foon
- Angelique Pettyjohn : Bonnie
- Janet Wood : Cindy
- Brian Walden : Peter Fields
- Peter Gernert : Plume
- Christopher Ware : Stanford Jones
- Walter Hill : Gregg Morrison
- Mark Louis : le proxénète

## Autour du film
- Le tournage s'est déroulé en 1971 à Singapour, ainsi qu'à Manille, aux Philippines.
- Le réalisateur fait un caméo dans le rôle d'un danseur avec une chemise hawaïenne rouge.